# Шлобиттен (усадьба)
Шлобиттен (нем. Schlobittener Schloß) — рыцарская мыза (некогда замок) в Шлобиттене (Слобитах) на территории Восточной Пруссии (Вармии). С 1527 г. принадлежала графам Дона.
Господский дом в стиле барокко был выстроен графом Александром Дона. Основные работы велись с 1691 по 1734 гг. под руководством парижанина Брёбеса, ученика Маро. По названию замка стала именоваться и деревня, возникшая у замковых стен, — ныне пол. Слобиты. С 1708 года над украшением резиденции работал скульптор и декоратор Йозеф Краус.
Дворец был сожжён красноармейцами 22 января 1945 года во время наступления в Восточной Пруссии и с тех пор лежит в руинах. В 2012 г. на территории усадьбы проходили съёмки фильма «Папуша».

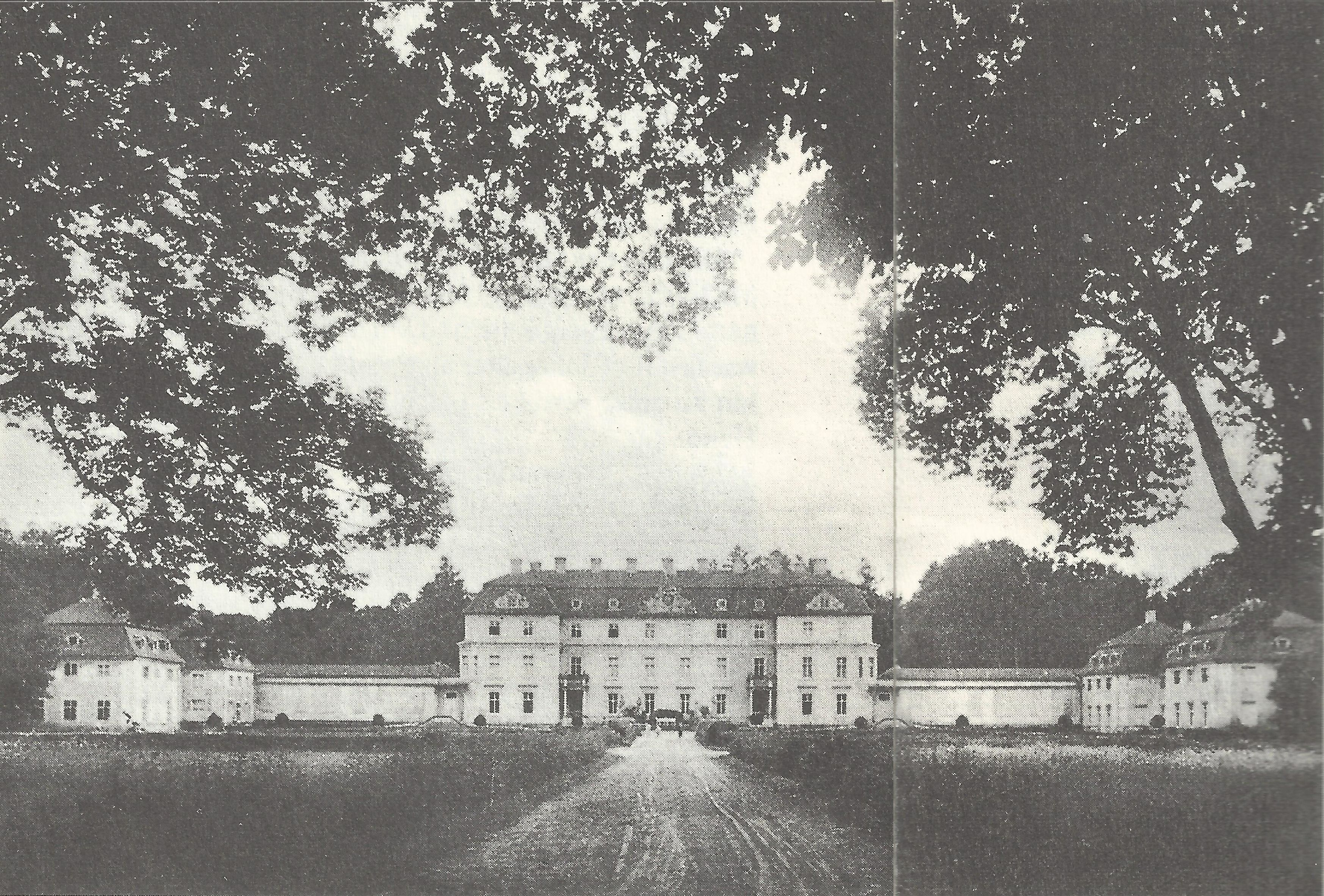
Господский дом в 1915 году
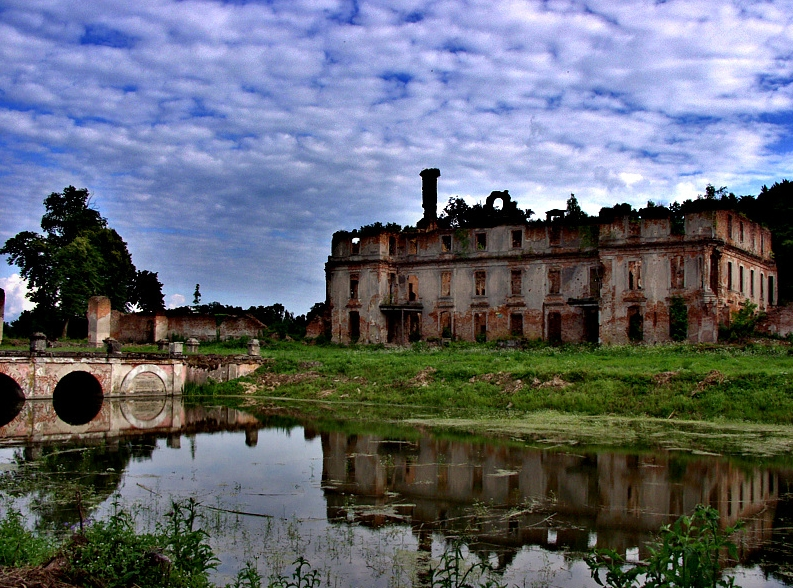
Развалины
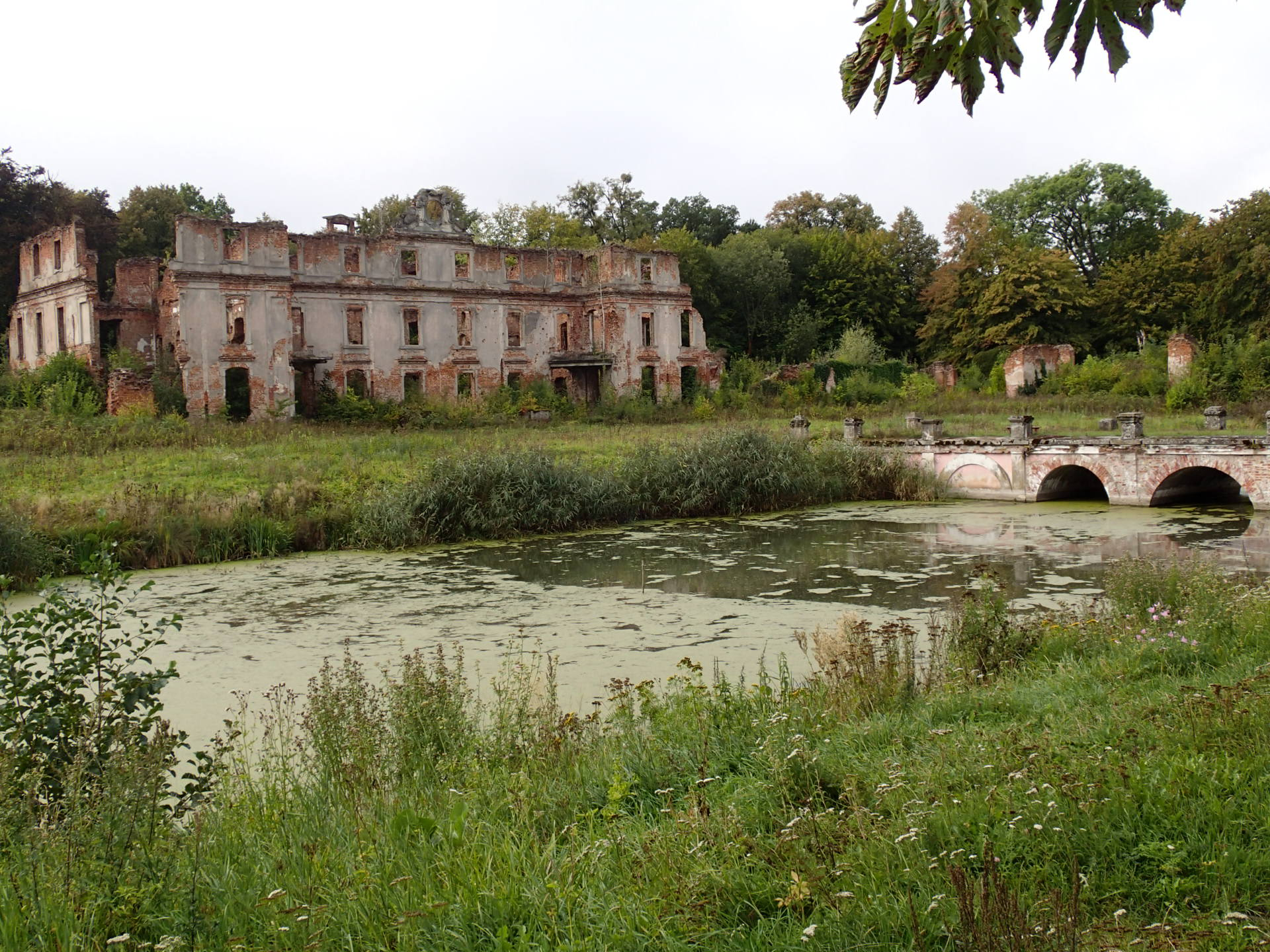
Современное состояние